# Aibar
Aibar település Spanyolországban, Navarra autonóm közösségben. Aibar Cáseda, Leache-Leatxe, Lumbier, Sada, Sangüesa, Urraúl Bajo és Ibargoiti községekkel határos. Lakosainak száma 762 fő (2024).

## Népesség
A település népessége az elmúlt években az alábbi módon változott:
| Lakosok száma | 931  | 927  | 925  | 911  | 887  | 836  | 802  | 805  | 782  | 762  |
|               | 2001 | 2004 | 2006 | 2009 | 2011 | 2014 | 2016 | 2019 | 2021 | 2024 |